# Ferdinand Vilhelm av Württemberg

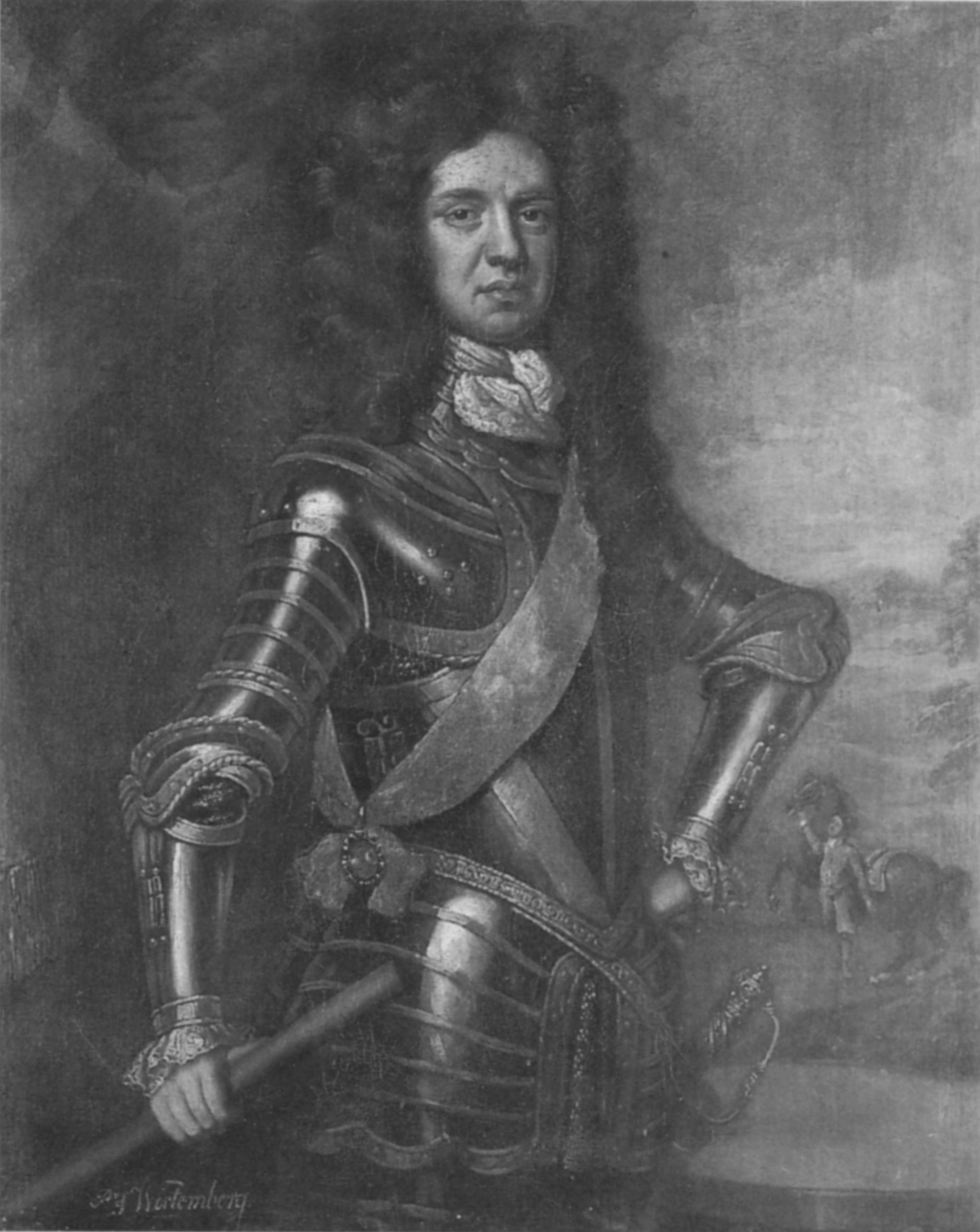
Ferdinand Vilhelm av Württemberg.

Ferdinand Vilhelm av Württemberg, född 12 september 1659, död 7 juni 1701, var en württembergsk hertig och tysk militär.
Ferdinand Vilhelm gick under skånska kriget i dansk tjänst och blev 1682 chef för gardet. 1683-87 deltog han i striderna mot turkarna men hemkallades därpå och fick som generallöjtnant befälet över de danska trupper, som sändes till Vilhelm III:s hjälp. Irlands kuvande var till stor del Ferdinand Vilhelms verk. Därpå deltog han med utmärkelse i pfalziska kriget och blev både dansk och nederländsk general av infanteriet. Under fälttåget 1700 var Ferdinand Vilhelm befälhavare över trupperna i Holstein och blev samma år överbefälhavare över hela den dansk-norska armén, där han lade ner ett stort arbete på dess reorganisation.